# Famille Borgia
Pour les articles homonymes, voir Borgia (homonymie).
La famille Borgia, italianisation du nom catalan Borja,,, est une famille originaire du royaume de Valence (couronne d'Aragon), qui a exercé une grande influence politique dans l’Italie des XVe et XVIe siècles. Cette dynastie qui a régné pendant un siècle sur Rome, fournit deux papes, plusieurs cardinaux, des militaires, tous princes de la Renaissance, dont quelques-uns acquièrent une fâcheuse renommée, et sont à l'origine d'une légende noire construite par l'Église dès le XVIe siècle. 
Plusieurs membres de la famille Borgia pâtissent ainsi d'une sinistre réputation en partie forgée par leurs ennemis politiques qui les accusent pêle-mêle d'empoisonnements, de fratricides, de simonie, d'incestes, de luxure, d'acédie… Cette légende, qui contribue à faire des Borgia le symbole de la décadence de l'Église catholique romaine à la Renaissance italienne, doit cependant être nuancée. Au contraire de son arrière-grand-père le pape Alexandre VI, la vie édifiante de saint François Borgia, supérieur général des Jésuites, apparaît de son côté très vite comme un modèle de vertu, de sagesse et de piété.

## Histoire

### Origines
Les Borgia trouvent probablement leur origine dans la ville de Borja en Aragon, toponyme qui vient de borg, « tour » en arabe, et est devenu au XIIe siècle un patronyme d'où est issu leur nom. La longue élaboration légendaire familiale, initiée par Rodrigo de Borja, futur pape Alexandre VI, préfère oublier cette étymologie et s'en forger une plus honorable, celle de boarius, le « taureau » présent sur leurs armoiries. Ce taureau symbolise, à partir d'un rapport métonymique, la puissance et la fécondité, tandis que Alonso de Borja, futur pape Calixte III fait rajouter sur le bord de l'écu un orle chargé de huit flammes représentant les huit chevaliers Borgia qui, selon la légende familiale, auraient accompagné le roi d'Aragon Jacques Ier lors de la conquête du royaume de Valence en 1238,.
Plusieurs membres de cette famille parfaitement inconnue au XIIIe siècle, quittent la cité de Borja à cette époque, afin de participer à la Reconquista de la ville de Xàtiva (royaume de Valence), où ils s'établissent une fois celle-ci prise. Roi héréditaire de Sicile, le protecteur des Borgia, Alphonse d'Aragon, est fasciné par la civilisation de la Péninsule. Il dispute la Sardaigne aux Génois, puis se lance à la conquête du royaume de Naples où il demeure sans discontinuer de 1442 jusqu'à sa mort. Pour gérer ce royaume, il fait appel à Alonso de Borja, juriste confirmé. Naples étant de jure sous l'égide de la Papauté, son suzerain l'envoie prêter allégeance devant le pape Eugène IV ; ce dernier loue les talents de diplomate d'Alonso de Borja et l'élève au rang de cardinal en mai 1444. Il voit son nom latinisé en Alfonso Borgia par la bulle du pape Martin V et trouve en Italie un terrain digne des ambitions et des mérites de sa famille.
La légende familiale des Borgia recherchera une légitimation plus ancienne et plus prestigieuse en se rattachant à une descendance prestigieuse remontant jusqu'au XIe siècle, notamment à Ramire Ier d'Aragon et à Pedro de Atarés (es), seigneur féodal de Borja au XIIe siècle, mais les documents historiques montrent que leur notoriété date de leur fulgurante ascension romaine au milieu du XVe siècle.

### Membres

#### Branche principale

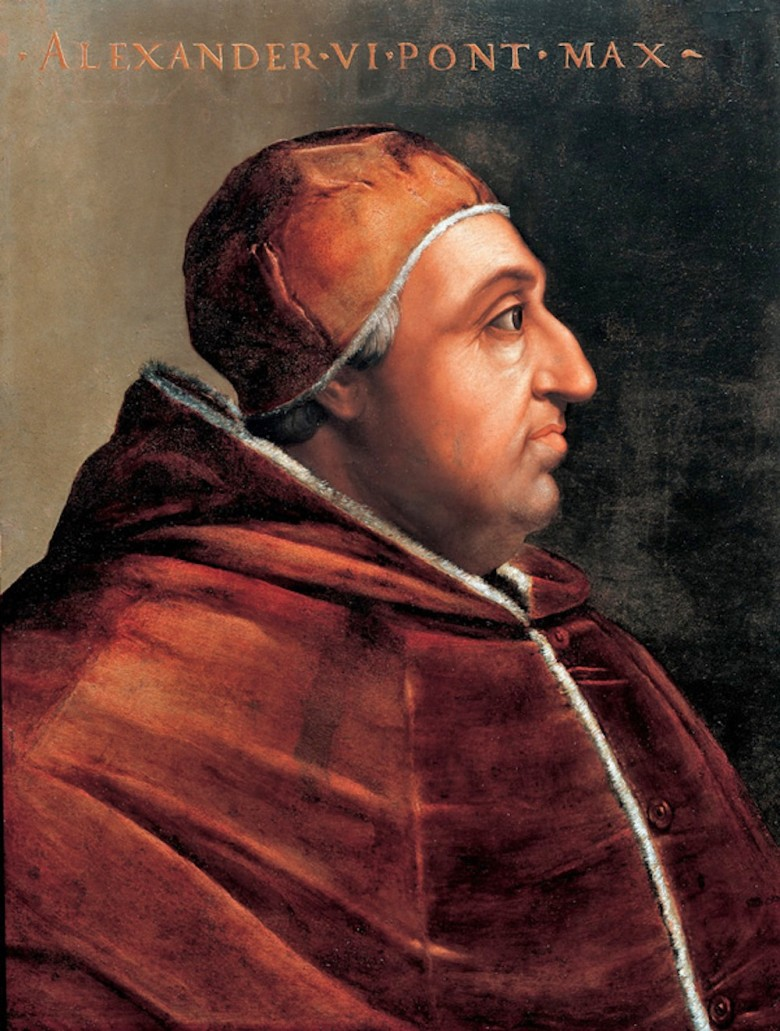
Portrait du pape Alexandre VI (Rodrigo Borgia).

- Alfonso Borgia, pape sous le nom de Calixte III de 1455 à 1458 ;
  - François Borgia (1441 - 1511), fils de Calixte III et cardinal-archevêque de Cosenza ;
- Pier Luigi de Borgia (1424 - 1458), capitaine général de l'église et préfet de Rome, neveu de Calixte III et frère d' Alexandre VI ;
- Roderic Llançol i de Borja, neveu de Calixte III le rejoint en Italie où il prend le nom de Rodrigo Borgia. Il devient pape sous le nom d'Alexandre VI de 1492 à 1503. De sa relation avec Vannozza Cattanei naitront plusieurs enfants naturels :
  - César Borgia (1475 - 1507), cardinal puis capitaine général des armées papales ;
  - Giovanni Borgia (1474 ou 1476 - 1497), duc de Gandia ;
  - Lucrèce Borgia (1480 - 1519), mariée successivement à Giovanni Sforza, Alphonse d'Aragon et Alphonse Ier d'Este. Mécène ;
  - Geoffroi Borgia (1481 - 1516), Prince de Squillace ;

Et des enfants de femmes inconnues qui sont :
- - Isabelle Borgia, fille d'Alexandre VI et de mère inconnue, mariée à Girolamo Matuzzi dont postérité ;
  - Jeronima Borgia, fille aînée d'Alexandre VI et de mère inconnue, mariée à un membre de la famille Cesarini, sans postérité ;
  - Pedro Luis de Borja, fils d'Alexandre VI et de mère inconnue, premier duc de Gandia.

Il existe également des branches cousines des Borgia qui ont donné plusieurs cardinaux nommés par Alexandre VI qui sont :
- Juan de Borja Llançol de Romaní, cardinal espagnol, petit-neveu du pape Alexandre VI ;
- Rodrigo de Borja Llançol de Romani, capitaine des gardes du pape, frère du cardinal Juan de Borja Llançol de Romani et d'Angela de Borja Llançol de Romani ;
- Angela de Borja Llançol de Romani, suivante de Lucrèce Borgia, sœur de Juan de Borja Llançol de Romaní et de Rodrigo de Borja Llançol de Romani ;
- Hyeronima de Borja, suivante de Lucrèce Borgia ;
- Juan de Borja Lanzol de Romaní, el mayor, cardinal, cousin du pape Alexandre VI ;
- Pedro Luis de Borja Llançol de Romaní, cardinal espagnol ;
- Juan Castellar y de Borja, cardinal ;
- Francisco Lloris y de Borja, cardinal.

##### Les descendants de César Borgia
- Louise Borgia (1500 – 1553), duchesse de Valentinois, épouse en 1517 de Louis II de La Trémoille (1460-1525), gouverneur de Bourgogne, tué à la bataille de Pavie puis, en secondes noces en 1530, de Philippe de Bourbon (1499–1557), baron de Busset ;
- Girolamo Borgia, fils illégitime de César Borgia, marié à Isabelle duchesse de Carpi et auteur de la branche des Borgia-Sulpizi, connu pour être aussi violent et instable que son père.

##### Les descendants de Giovanni Borgia
- Jean II de Gandie, duc de Gandie, fils du précédent ;
  - Saint François Borgia, duc de Gandie, fils du précédent ;
    - Carlos II de Borja, fils aîné et successeur de François Borgia à la tête du duché de Gandie ;
      - Francisco Tomàs de Borja, duc de Gandie ;
        - Gaspar de Borja y Velasco, cardinal espagnol, fils de Francisco Tomàs de Borja ;
        - Francisco Carlos de Borja, duc de Gandie ;
          - Francisco Dídac Pasqual de Borja, duc de Gandie ;
            - Francisco Antonio de Borja-Centelles y Ponce de León, cardinal espagnol, fils de Francisco Dídac Pasqual de Borja ;
            - Carlos de Borja y Centellas, cardinal espagnol, fils de Francisco Dídac Pasqual de Borja ;
            - Pasqual de Borja-Centelles, avant-dernier duc de Gandie ;

    - Juan de Borja y Castro, Comte de Mayalde, 3e fils de Saint-François Borgia ;
      - Francisco de Borja y Aragón, puissant prince du siècle d'or espagnol, vice-roi du Pérou de 1615 à 1621, poète, fils aîné de Juan de Borja y Castro ;
      - Fernando de Borja y Aragón, Comte de Mayalde, Prince de Squillace il hérita d'une partie des possessions de son frère à sa mort ;

  - Rodrigo Luis de Borja y de Castre-Pinós, cardinal espagnol ;
  - Enrique de Borja y Aragón, cardinal espagnol ;
  - Pedro Luis Garceran de Borja, marquis de Navarrés, quatorzième et dernier maître de l’Ordre de Montesa ;
- Rodrigo Borja Cevallos (1935), ancien président de la République de l'Équateur ;

##### Les descendants de Geoffroi Borgia
- Francesco de Borgia y Mila fils aîné et deuxième prince de Squillace ;
  - Lucrezia de Borgia y Mila
  - Antonia Borgia y Mila
  - Maria Borgia y Mila
  - Clément Rabou y Mila
  - Camille Rabou y Mila

• Cinzia Luisa Maria Muci dei Conti di Corsano Randazzo Borgia, Comtesse Muci Borgia (1985);

#### Autre Branche
Les principaux descendants des Borgia

## Légende noire
Les Borgia connaissent « les affres d'une légende noire solidement construite », véhiculée dès le XVIe siècle par l'Église. Les figures sur lesquelles s'appuie cette légende ne manquent pas, avec notamment le pape Calixte III qui nomme cardinal et vice-chancelier son neveu Rodrigue, le futur pape Alexandre VI, ouvrant ce que les historiens de la papauté ont appelé « l'âge du népotisme institutionnalisé » appelé à se prolonger jusqu'au XVIIe siècle, ou Lucrèce Borgia, éponyme de la pièce de Victor Hugo fait un réceptacle de tous les vices.

## Dans la culture

### Romans historiques
- Les Borgia d'Alexandre Dumas, roman appartenant aux volumes III et IV des Crimes célèbres, 1839
- Borgia ! de Michel Zévaco, 1906
- Le Sang des Borgia de Mario Puzo
- Les Borgia de Marcel Brion
- Les Borgia, le roman d'une famille de Klabund, Max Milo Editions, 2011
- Les Borgia : une famille de la Renaissance, en deux tomes (Les Fauves et La Chair et le Sang) de Claude Mossé, aux éditions HC, 2011
- La Dynastie Borgia : l'ascension du pape de Danny Saunders, Les Éditeurs réunis, 2011
- Le Sang d'Aragon de Claude Merle, Intervista, 2007.
- La Splendeur des Borgia d'Henri Pigaillem, 2011.
- Les Borgia de Pierre Lunel, France, Éditions Pascal Galodé, 2011.
- Ou César ou rien de Manuel Vázquez Montalbán, Édition du Seuil, 1999.
- La Chimère d'or des Borgia de Juliette Benzoni, Éditions Plon, 2011.

### Bandes dessinées
- Une série en quatre albums, Borgia, écrite par Alejandro Jodorowsky et dessinée par Milo Manara, raconte de manière romancée la vie d'Alexandre VI et de sa progéniture :
  - Borgia - Du sang pour le pape : 1er tome, Albin Michel, 2004
  - Borgia - Le Pouvoir et l'Inceste : 2e tome, Albin Michel, 2006
  - Borgia - Les Flammes du bûcher : 3e tome, Glénat, 2008
  - Borgia - Tout est vanité : 4e tome, Glénat, 2010
- Cantarella, un manga de You Higuri
- Cesare, un manga de Fuyumi Soryo, sur la vie de César Borgia

### Film historique
- Lucrèce Borgia, film italien de Mario Caserini, 1910
- Lucrèce Borgia, film italien de Gerolamo Lo Savio, 1912
- Lucrèce Borgia, film italien de Augusto Genina, 1919
- Lucrèce Borgia, film français d'Abel Gance, 1935
- La Vengeance des Borgia (Bride of Vengeance), film américain réalisé par Mitchell Leisen (1949)
- Lucrèce Borgia, film français de Christian-Jaque, 1953
- Lucrèce Borgia, film italien de Lorenzo Onorati, 1990
- Los Borgia, film espagnol d'Antonio Hernández (2006)

### Série télévisée
- 1977 : Les Borgia, ou le sang doré, feuilleton français (3 épisodes de 70 min) d'Alain Dhénaut (scénario de Françoise Sagan et Jacques Quoiriez)
- 1981 : The Borgias, feuilleton britannique de Brian Farnham pour la BBC, 10 épisodes
- 2011-2014 : Borgia de Tom Fontana pour Canal+ (35 épisodes)
- 2011-2013 : The Borgias de Neil Jordan pour Showtime et CTV (29 épisodes)

### Musique
- La Dynastie Borgia, Église et pouvoir à la Renaissance. Hespèrion XXI La Capella Reial de Catalunya, direction Jordi Savall
- Lucrezia Borgia, melodramma in un prologo e due atti, opéra de Gaetano Donizetti, créé à la Scala de Milan le 26 décembre 1833.
- Les Borgia, Luv Resval tiré de son album "Étoile noire"

### Théâtre
- Lucrèce Borgia de Victor Hugo

### Jeu vidéo
- Assassin's Creed II, puis Assassin's Creed: Brotherhood, et enfin Assassin's Creed: Revelations par Ubisoft Montréal

### Jeu de société
- Borgia d'Alexander S. Berg, Phalanx Games (2003), Pays-Bas (en allemand, anglais, néerlandais)
- Borgia, le jeu malsain (2011) (jeu de cartes), par Les Chiens de l’Enfer], France